# Autoarpa

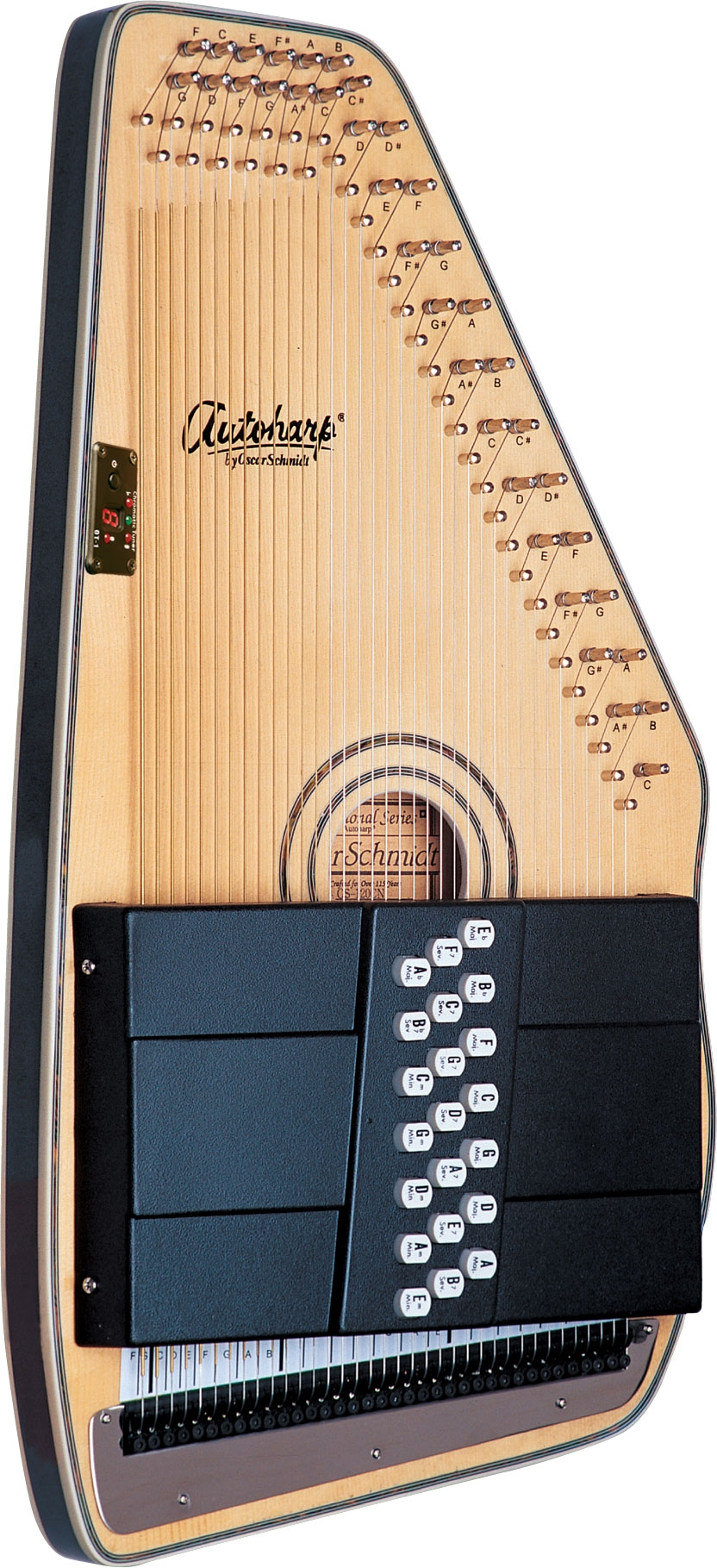
Una autoarpa moderna.

El autoarpa es un instrumento musical cordófono originario de Estados Unidos creado alrededor de 1882.  Su forma es similar a un arpa corriente, pero contiene una caja de resonancia muy similar a la de la guitarra. Este instrumento suele tener 36 o 37 cuerdas, aunque existen algunos ejemplos con un máximo de 47 cuerdas, e incluso un modelo de 48 cuerdas. A pesar de su nombre, la autoarpa no es un arpa sino un derivado de la cítara.

## Intérpretes de la autoarpa
- Jon Anderson
- Anonymous Boy
- Mayim Bialik
- Bryan Bowers
- Jeff Bridges
- Basia Bulat
- Maybelle Carter
- June Carter Cash
- Billy Connolly
- Billy Corgan de The Smashing Pumpkins
- Don Craine de Downliners Sect
- Sheryl Crow
- Grey DeLisle
- Ed Droste de Grizzly Bear
- Judy Dyble
- Mary Epworth
- Sylvia Fricker de Ian & Sylvia
- Marc Gunn
- Steve Hackett
- PJ Harvey
- Peter Hayes de Black Rebel Motorcycle Club
- Linda McCartney
- Imogen Heap de Frou Frou
- Dorris Henderson
- Brian Jones de The Rolling Stones
- Kevin Cadogan de Third Eye Blind
- Janis Joplin
- Mark Kelly de Marillion
- Natasha Khan y Ginger Lee de Bat for Lashes
- Hayley Kiyoko
- Glenn Kotche of Wilco
- David Lindley
- James Lowe de The Electric Prunes
- Jeff Lynne
- Jeff Martin de The Tea Party
- Lyle Mays
- Nick McCabe de The Verve
- John McEnroe
- Bill Miller de Roky Erickson and the Aliens
- Joni Mitchell
- Joanna Newsom
- Of Montreal
- Dolly Parton
- Trixie Mattel
- Roger Penney de Bermuda Triangle Band
- Mike Pinder de The Moody Blues
- Dax Pierson de Anticon-related groups Subtle, Themselves and 13 & God
- Corinne Bailey Rae
- Ratatat
- Harvey Reid
- John Sebastian de The Lovin' Spoonful
- Mike Seeger
- Karen Mueller
- Amy Dutronc of Smokers Die Younger
- Peggy Seeger
- Jo Ann Smith
- Kilby Snow
- Jamie Stewart de Xiu Xiu
- Pop Stoneman
- Sunset Rubdown
- Tommy Shaw de Styx
- Rennie Sparks de The Handsome Family
- Avey Tare
- Tracey Thorn de Everything But The Girl
- Matthew J. Tow de The Lovetones
- Steven Wilson
- Patrick Wolf
- Shara Worden de My Brightest Day
- Joaquín Díaz González
- Mursego
- Brittain Ashford
- Pomme (cantante)